# Lilla Brobrången
Lilla Brobrången är en sjö i Oskarshamns kommun i Småland och ingår i Marströmmens huvudavrinningsområde.